# زندان قزل‌حصار

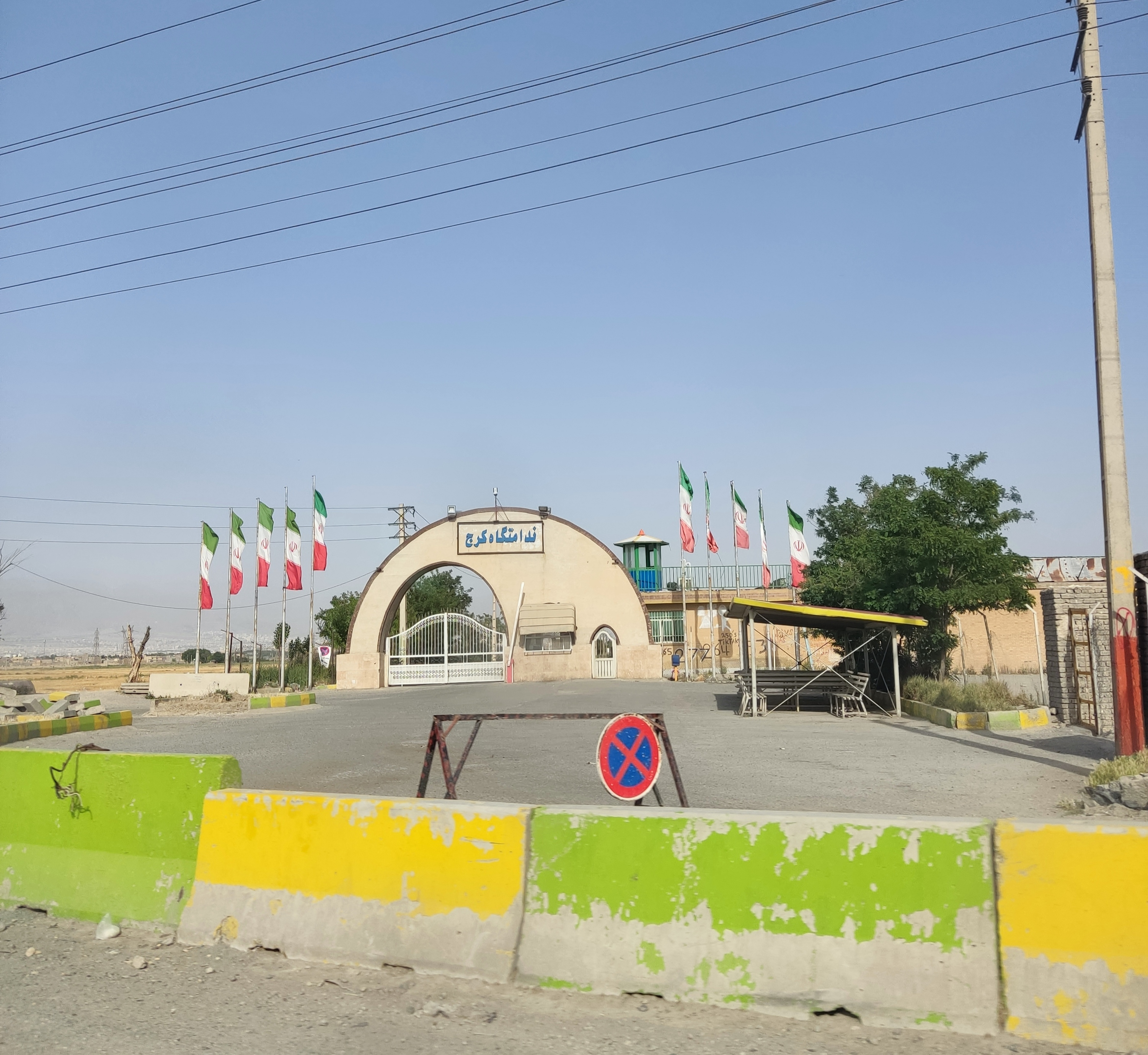
ورودی زندان قزلحصار

زندان قزل‌حصار بزرگ‌ترین زندان ایران و از بزرگ‌ترین زندان‌های خاورمیانه است که در سال ۱۳۴۳ خورشیدی در زمان حکومت پهلوی در محله کیان‌مهر واقع در مهرشهر کرج احداث گردید. این ندامتگاه دارای ۹ اندرزگاه، ۷ واحد ملاقات، ۱۴ واحد ستادی، شورای حل اختلاف، واحد طرح تکریم و حقوق شهروندی است. قزل‌حصار در واقع متشکل از دو ندامتگاه است که بخش جنوبی آن ندامتگاه قزل‌حصار و بخش شمالی آن ندامتگاه مرکزی کرج از ندامتگاه‌های استان البرز است. در برخی گزارش‌ها این زندان را بزرگ‌ترین زندان خاورمیانه نامیده‌اند.
این زندان در ابتدا برای نگهداری از ۵۰۰۰ زندانی برنامه‌ریزی شده‌است اما تا سال ۱۳۹۰ بیش از ۲۰۰۰۰ نفر در این زندان زندانی بودند و حدود ۱۳۰۰۰ نفر از آن‌ها، جرائمی مرتبط به مواد مخدر داشته‌اند.
قزل‌حصار از نظر جغرافیایی در استان البرز و با توجه به سیاست‌های سازمان زندان‌ها از زندان‌های استان تهران است و در این مرکز متهمان و محکومان مراجع قضایی شهرستان‌ها و استان تهران نگه‌داری می‌گردند.
هر ساله در قزل‌حصار به تعدادی از زندانیان مرخصی داده می‌شود و تعدادی دیگر توسط سید علی خامنه‌ای مورد عفو عمومی قرار می‌گیرند. ضمناً بسیاری نیز اعدام و شکنجه می‌شوند.
در ۱۸ بهمن ۱۴۰۰ بخشی از سامانه‌های زندان قزل‌حصار کرج توسط گروه عدالت علی هک شد و اتهامات ۱۸۴۶ زندانی فاش شد.

## بخش‌ها
- قرنطینه ویژه: تحت نظر حفاظت اطلاعات زندان قزلحصار
- اندرزگاه ۱: محکومان حبس قطعی جرم سنگین، حبس ابد و محکومیت بالای ۵ سال
- اندرزگاه ۲: قرار بازداشتی‌ها و محکومان به اعدام، زندانیان قرار سنگین موادمخدر
- اندرزگاه ۳: جرایم غیر مواد مخدر کرج و حومه و شهریار، محکومان شرایط خاص (مانند شرارت)
- اندرزگاه ۴: محکومان رای باز، رای نیمه باز و رای کاری (زندانیان مشغول به کار در کارخانه‌های منطقه قزلحصار)
- اندرزگاه ۷: مجرمان دارای وثیقه و سند که خارج از محوطه کار خدماتی انجام داده و مانند کارمندان با شرایط خاص آزاد هستند
- اندرزگاه ۸: زندانیان مواد مخدر با جرم سبک و قرار سبک، (محکومان زیر ۵ سال حبس)
- اندرزگاه ۹: محکومان با حبس یک سال تا ۱۸ ماه[نیازمند منبع]

## وضعیت بهداشتی
زندانیان سابق این زندان می‌گویند. عدم رسیدگی‌های پزشکی و رعایت مسائل بهداشتی، در این زندان، رایج است.
سید حسن قاضی‌زاده هاشمی (وزیر سابق بهداشت) در حاشیه بازدید از ندامتگاه قزل حصار در جمع خبرنگاران افزود: در مورد طرح تحول نظام سلامت برای همه افراد جامعه فکر شده، اما بسته ویژه‌ای برای زندانیان نداریم تا بخواهیم خدمات جداگانه‌ای به آن‌ها ارائه دهیم. پزشکان در اینجا با وجود سختی کار با میزان دریافتی پایین حدود یک میلیون و ۳۰۰ هزار تومان کار می‌کنند و متأسفانه اینجا تحت پوشش بیمه قرار ندارد. سازمان زندان‌ها از نظر رسیدگی، نهایت تلاش خود را انجام می‌دهد اما امکانات بسیار کم است و این زندان گنجایش این همه زندانی را ندارد. برای نیازهای بهداشتی، استراحت و حتی استحمام مددجویان و افرادی که در اینجا هستند باید فکری شود.

## هک
در ۱۸ بهمن ۱۴۰۰ گروه عدالت علی، بخشی از سامانه‌های زندان قزل‌حصار را هک و اتهامات آشنای ۱۸۴۶ زندانی مانند «اخلال در نظم»، «فعالیت تبلیغی علیه نظام»، «توهین» به دو رهبر جمهوری اسلامی در فضای مجازی و «اجتماع و تبانی به قصد اقدام علیه امنیت کشور» را افشا کرد.

## شورش
شامگاه سه‌شنبه ۲۴ اسفند ۱۳۸۹ مأموران زندان متوجه اغتشاش قاچاقچیان محکوم به حبس ابد و افراد اعدامی به سرکردگی فرزادشاهی (قاتل مشهور هرسین) در یکی از بندهای قزل‌حصار شدند. نگهبان‌ها با حضور در این بند زندان مشاهده کردند زندانیان از سلول خود بیرون آمده‌اند و شیشه و دیوارها را تخریب‌می‌کنند.
وقتی یکی از نگهبانان زنگ خطر را به صدا درآورد، آشوبگران به سوی او و همکارش حمله کردند و آن دو را به گروگان گرفتند. در همین موقع مأموران متوجه شدند تعدادی از افراد زندانی با نزدیک شدن به دیواری که منتهی به محوطه بیرونی زندان است، قصد فرار دارند و تعدادی نیز در حال تخریب شیشه سالن‌ها و آتش زدن محل هستند. مأموران برای جلوگیری از فرار زندانیان با آن‌ها درگیر شدند. به گفتهٔ منابع نزدیک به حکومت جمهوری اسلامی در جریان این درگیری ۱۰ نفر در اثر جراحت و صدمات ناشی از آتش و دود کشته و ۱۵ نفر دیگر زخمی شدند. گفته می‌شود که این اعتراضات در مخالفت با اعدام چندین نفر از زندانیان دیگر آغاز شد و به گفتهٔ منابع مستقل، در این درگیری، ۱۵۰ زندانی به‌شدت زخمی و ده‌ها نفر از زندانیان کشته شدند. برخی خبرگزاری‌های داخل ایران، مجموع آسیب دیدگان و کشته شدگان را ۴۷ نفر عنوان کرده‌اند که با آمار منابع مستقل، تفاوت بسیار زیادی دارد.

## اعدام‌های دسته‌جمعی
در سال ۱۳۹۴ اعدام‌های دسته‌جمعی گسترده‌ای در این زندان اجرا شد. در فاصلهٔ ۶ اردیبهشت تا ۱۰ خرداد ۱۳۹۴ دست‌کم ۷۷ زندانی مرتبط با مواد مخدر به‌صورت گروهی در این زندان اعدام شدند. پس از حضور گروهی از زندانیان در حیاط زندان و درخواست عفو و چشم‌پوشی از جانب علی خامنه‌ای، سرعت و شدت این اعدام‌ها به‌شدت افزایش پیدا کرد.